# Wojciech Wilczyk
Wojciech Wilczyk (ur. 4 stycznia 1961 w Krakowie) – polski fotograf, poeta, autor esejów oraz tekstów krytycznych o sztuce.

## Życiorys
Absolwent filologii polskiej Uniwersytetu Jagiellońskiego w Krakowie (w 1986 r.). Mieszka i pracuje w Krakowie. Zajmował się fotografią reporterską, tworzył ilustracje i okładki do książek, fotografie z przedstawień teatralnych. Na początku lat 90. opublikował wiersze w czasopiśmie „brulion”, tworzone w nurcie tzw. oharyzmu. Od 1997 r. członek Związku Polskich Artystów Fotografików. Stypendysta Ministra Kultury i Dziedzictwa Narodowego w 2001, 2005, 2011 i 2018 r. Należy do tzw. fotorealistów, podejmujących konwencję fotografii dokumentalnej, która buduje z ich prac swoiste archiwum obrazów współczesnej Polski. Był kuratorem wystawy „Fotorealizm” w Galerii Zderzak (Kraków, 2003).

## Twórczość
Teksty literackie zamieszczał m.in. w „Tygodniku Powszechnym”, „Gazecie Wyborczej”, „Opcjach”, „Obiegu”, „Fototapecie” i „Fa-Arcie”. Jego zdjęcia ukazują się m.in. w pismach „Machina”, „XL”, „Tygodnik Powszechny”, a także na okładkach książek.

### Wydane książki
- 20 niezapomnianych przebojów i 10 kultowych fotografii (1996 – razem z Marcinem Świetlickim)[1]
- Tanero (1998 – razem z Marcinem Baranem)[2]
- Kapitał w słowach i obrazach (2002 – z Krzysztofem Jaworskim)[3]
- Das Kapital (2004 - z Krzysztofem Jaworskim, którego wiersze na niemiecki przetłumaczył Tomasz Sosiński)
- Steppenwolf (1997)[4]
- Eternit (2003)[5]
- Antologia (1999)[6]
- Czarno-Biały Śląsk (2004)
- Życie po życiu / Life after life (2007)
- Niewinne oko nie istnieje (2009)
- Kalwaria (2010)
- Święta Wojna (2014)
- Blue Pueblo (2015 - z Grzegorzem Wróblewskim)
- Realizm (2017)
- Słownik polsko-polski (2019)

W latach 2002–2003 współredagował razem z Krzysztofem Jaworskim pismo sieciowe „Hiperrealizm”. Od 2009 roku prowadzi bloga hiperrealizm.blogspot.com.

### Realizowane projekty
- W latach 1992–1996 realizował projekt fotograficzny Pejzaż symboliczny dotyczący rozbieranej w tym czasie koksowni Walenty w Rudzie Śląskiej. Cykl składa się z ok. 20 czarno-białych zdjęć wykonanych w ciągu czterech lat dokumentowania tej rozbiórki, o różnych porach roku.
- W latach 1998–1999 sportretował 21 autorów zaliczanych do tzw. rocznika 60. (m.in. Marcina Barana, Nataszę Goerke, Manuelę Gretkowską, Pawła Konnaka, Jacka Podsiadłę, Andrzeja Stasiuka, Olgę Tokarczuk), dokonał wyboru ich tekstów i opublikował materiał w książce noszącej tytuł Antologia, zawierającej wybór wierszy i prozy 21 autorów urodzonych w latach 60. wraz z około 80 fotografiami portretowymi.
- Od 1995 roku, przez prawie dziesięć lat pracował nad cyklem poświęconym uczestnikom uroczystości religijnych w Kalwarii Zebrzydowskiej.
- W latach 1999–2003 realizował dokumentalny cykl Czarno-biały Śląsk, w którym zarejestrował zmiany zachodzące na postindustrialnych terenach Górnego Śląska.
- W 1995 wykonał reporterski cykl zdjęć z Moskwy wykonany podczas wojny z Czeczenią, zatytułowany Moskwa prowadzi wojnę.
- Od roku 2004 realizuje równolegle dwa projekty: kolorowy Życie po życiu opowiadający o wycofanych z eksploatacji samochodach oraz czarno-biały Postindustrial dokumentujący nieczynne i ulegające degradacji obiekty przemysłowe w Polsce i w Niemczech. Ponad czterdzieści fotografii z tego cyklu zostało zaprezentowanych w 2007 roku na wystawie w CSW Zamek Ujazdowski w Warszawie oraz w Klub der Polnischer Versager w Berlinie.
- W drugiej połowie 2006 roku rozpoczął realizację projektu Niewinne oko nie istnieje, w którym na przykładzie architektury pokazuje pamięć o zagładzie Żydów na ziemiach polskich. Zakończył go w grudniu 2008. Z ok. 5800 negatywów zostało wybrane 307 zdjęć przedstawiających zachowane na terenie współczesnej Polski, synagogi, bejt ha-midrasze oraz domy modlitwy, zebranych w albumie Niewinne oko nie istnieje wydanym w wydawnictwie Ha!art[7].

### Wybrane wystawy indywidualne
- 1995 – „Moskwa prowadzi wojnę” (reporterski cykl zdjęć z Moskwy wykonany w 1995 roku podczas I wojny z Czeczenią), Galeria z Rączką, Kraków
- 1996 – „Poezja” (rozszerzony nieznacznie cykl zdjęć z książki 20 niezapomnianych przebojów i 10 kultowych fotografii), Klub-Galeria „U Luisa”, Kraków
- 1997
  - „Poezja”, Centrum Sztuki – Teatr Dramatyczny, Legnica
  - „Pejzaż symboliczny” (cykl zdjęć wykonanych w latach 1992-1996 przedstawiających rozbieraną koksownię „Walenty-Wawel” w Rudzie Śląskiej), Galeria ZPAF, Kraków
- 1999 – „Antologia” (Portrety 21 poetów i prozaików z roczników sześćdziesiątych. Fotografie pochodzą z książki Antologia i prezentują: Marcina Barana, Miłosza Biedrzyckiego, Darka Foksa, Nataszę Goerke, Manuelę Gretkowską, Mariusza Grzebalskiego, Krzysztofa Jaworskiego, Pawła Konnaka, Tadeusza Piórę, Jacka Podsiadłę, Marcina Sendeckiego, Andrzeja Sosnowskiego, Dariusza Sośnickiego, Andrzeja Stasiuka, Dariusza Suskę, Krzysztofa Śliwkę, Marcina Świetlickiego, Olgę Tokarczuk, Krzysztofa Vargę, Adama Wiedemanna i Grzegorza Wróblewskiego), Galeria Widokowa PKiN, Warszawa
- 2001 – „Z wysokości” (pierwsza prezentacja zdjęć z realizowanego cyklu Czarno-biały Śląsk), Mała Galeria ZPAF-CSW w Warszawie
- 2003 – „Kapitał”, Centrum Sztuki Współczesnej Zamek Ujazdowski, Warszawa[8]
- 2002 – „Das Kapital” (22 fotografie z książki Kapitał), Klub der Polnischer Versager, Berlin Mitte
- 2003 – „Kapitał”, Galeria PAcamera, Suwałki
- 2004 – „Postindustrial”, Galeria Zderzak, Kraków – wystawa w trakcie trwania III Dekady Fotografii w Krakowie
- 2007 – „Życie po życiu”, CSW Zamek Ujazdowski, Warszawa
- 2009 - „Niewinne oko nie istnieje", Galeria Atlas Sztuki, Łódź
- 2014 - „Święta Wojna", Galeria Atlas Sztuki, Łódź
- 2015 - „Wojciech Wilczyk: (nie)widzialne/(in)visible", Muzeum Polin, Warszawa
- 2015 - „Blue Pueblo", BWAZG, Zielona Góra, MOCAK, Kraków.
- 2016 - „Blue Pueblo", Muzeum Literatury im. Adama Mickiewicza w Warszawie
- 2019 - „Słownik polsko-polski", Państwowa Galeria Sztuki, Sopot

### Wybrane wystawy zbiorowe
- 2003 – „Fotorealizm”, Galeria Zderzak, Kraków
- 2003, 2004 – Art Forum, Berlin
- 2005 – „Kwadrat”, Galeria 2r, Poznań
- 2006 – „Nowi dokumentaliści”, CSW Zamek Ujazdowski w Warszawie
- 2006 – „Teraz Polska”, Yours Gallery, Warszawa
- 2007
  - „Efekty rzeczywistości”, Galeria Zachęta, Warszawa
  - „Miasto nie moje”, Muzeum Sztuki w Łodzi
  - „Betonowe dziedzictwo”, CSW Zamek Ujazdowski, Warszawa
- 2008 „Efekt czerwonych oczu. Fotografia polska XXI wieku”, CSW Zamek Ujazdowski, Warszawa